# Tonny Bruins Slot
Tonny Bruins Slot   (Amsterdam, 1 d'abril de 1947 - Waverveen, 1 de novembre de 2020) va ser un entrenador de futbol neerlandès. Persona carismàtica, va treballar com a observador de joves i com a analista dels equips rivals. Del 1988 fins al 1996 va ser l'assistent de Johan Cruyff al Futbol Club Barcelona, i hi va aconseguir la primera Copa d'Europa del Barça, i quatre lligues consecutives.
Va ser entrenador del FC Amsterdam del 1978 al 1980 i assistent-entrenador de l'Ajax del 1982 al 1988. Des de la meitat del 1982 fins al 5 de maig de 1985, va ser l'assistent d'Aad de Mos a l'Ajax. El 1985, fou l'entrenador principal de l'AFC Ajax en els ultims 5 partits de la temporada, guanyant el títol d'Eredivisie la temporada 1984-85. Des del 1985 fins al 1988, va ser assistent de Johan Cruyff a l'Ajax, guanyant la II Copa d'Europa per a guanyadors de la Copa la temporada 1986-87.
Des del 1988 fins al 1996, va ser l'assistent de Johan Cruyff al FC Barcelona, guanyant la Lliga de Campions de la UEFA (1992) i quatre Lligues (1991-1994). Va treballar a les ordres de Frank Rijkaard a la selecció de futbol dels Països Baixos durant l'Eurocopa del 2000, i va ser assistent de Ronald Koeman, a qui va acompanyar en les seves etapes com a entrenador a l'Ajax, Benfica, PSV Eindhoven, València i AZ Alkmaar.
Fou membre de la junta directiva de l'AFC Ajax. El 21 de desembre de 2011, va ser nomenat membre del Consell Executiu del club, juntament amb altres 5 candidats. El 26 de gener de 2011, es va anunciar la seva posició com analista dels adversaris de l'Ajax d'Amsterdam fent informes per a l'entrenador principal Frank de Boer.
Va morir l'1 de novembre de 2020, a l'edat de 73 anys.